# Shikken
Els shikken (japonés: 執権) eren els regents del shōgun durant el shogunat de Kamakura en Japó. El càrrec va ser monopolitzat pel clan Hōjō.
Hōjō Tokimasa, sogre del primer shōgun, Minamoto no Yoritomo, va esdevenir el primer shikken l'any 1203. El shikken era el cap del mandokoro per aquell temps, i després de reemplaçar al segon shōgun, Minamoto no Yoriie, amb Sanetomo, va esdevenir el governador de facto del shogunat.
El fill de Tokimasa, Yoshitoki, va enfortir el càrrec fent que convergirà amb el càrrec de cap del Samurai-dokoro, una vegada aniquilat el poderós clan Wada, que havia posseït este càrrec des de sempre. El shikken va passar a ser el major càrrec, que controlava en la pràctica al shōgun, a qui convertí en titelles. En 1224, el fill de Yoshitoki, Hōjō Yasutoki, va crear el lloc de rensho (cosignataris) com assistent del regent.
En un primer moment, aquest càrrec va ser ocupat pel tokusō, capdavanter del clan Hōjō, però Hōjō Tokiyori va separar ambdues responsabilitats. Va instal·lar a Hōjō Nagatoki com shikken i al mateix temps va fer que Tokimune li succeïra com tokusō. El poder executiu passà del shikken al tokusō.